# Арсенал Пікатінні
40°57′33″ пн. ш. 74°32′30″ зх. д. / 40.959166666667° пн. ш. 74.541666666667° зх. д.
Арсенал Пі́каті́нні (англ. Picatinny Arsenal) — воєнна науково-дослідна і виробнича організація в окрузі Морріс штату Нью-Джерсі, США. Перебуває у власності федеральної влади, під управлінням Міністерства оборони США. Організація відома за одним зі своїх винаходів — планкою Пікатінні (стандарт MIL-STD-1913).
На території Арсеналу Пікатінні розташовано штаб-кваритру ARDEC — центру досліджень, розробок та інженерінгу озброєнь сухопутних військ США (англ. United States Army Armament Research, Development and Engineering Center).

## Історія
Заснований 1880 року як пороховий арсенал (Picatinny Powder Depot).
Названий за розташованим поруч озером Пікатінні (англ. Picatinny Lake). Назва озера походить із делаварської мови унамі й означає «водойма» або «стояча водойма».
1907 року арсенал було перейменовано на сучасну назву.
У період між Першою і Другою світовими війнами в арсеналі проводилось багато досліджень. Зокрема, вивчалися способи зберігання бездимного пороху, обробки циклоніту (RDX). Була відкрита нова вибухова речовина haleite (пізніше отримала назву Ednatol).
1941 року арсенал суттєво розширився, під час війни на ньому працювало близько 18 тисяч осіб, у три зміни виготовлялися бомби й снаряди для артилерії. Тоді ж тут розробили підривач із затримкою для топмачтового бомбоскидання (skip bombing) та спеціальні бомби для руйнування плотин і нафтопромислів.

## Лабораторна база
- Soft Catch Gun System — обладнання з випробувань систем боєприпасів на стійкість до перевантаження під час пострілу (до 20000 g), гальмує 155-мм снаряд після пострілу до нульової швидкості[1];
- Davidson Warhead Facility — споруда для підриву бойових частин з метою визначення діаграми розкиду продуктів підриву[1];
- Ballistic Gun Range and Evaluation Complex — лабораторія з проведення зовнішніх балістичних тестів[1].

## Галерея

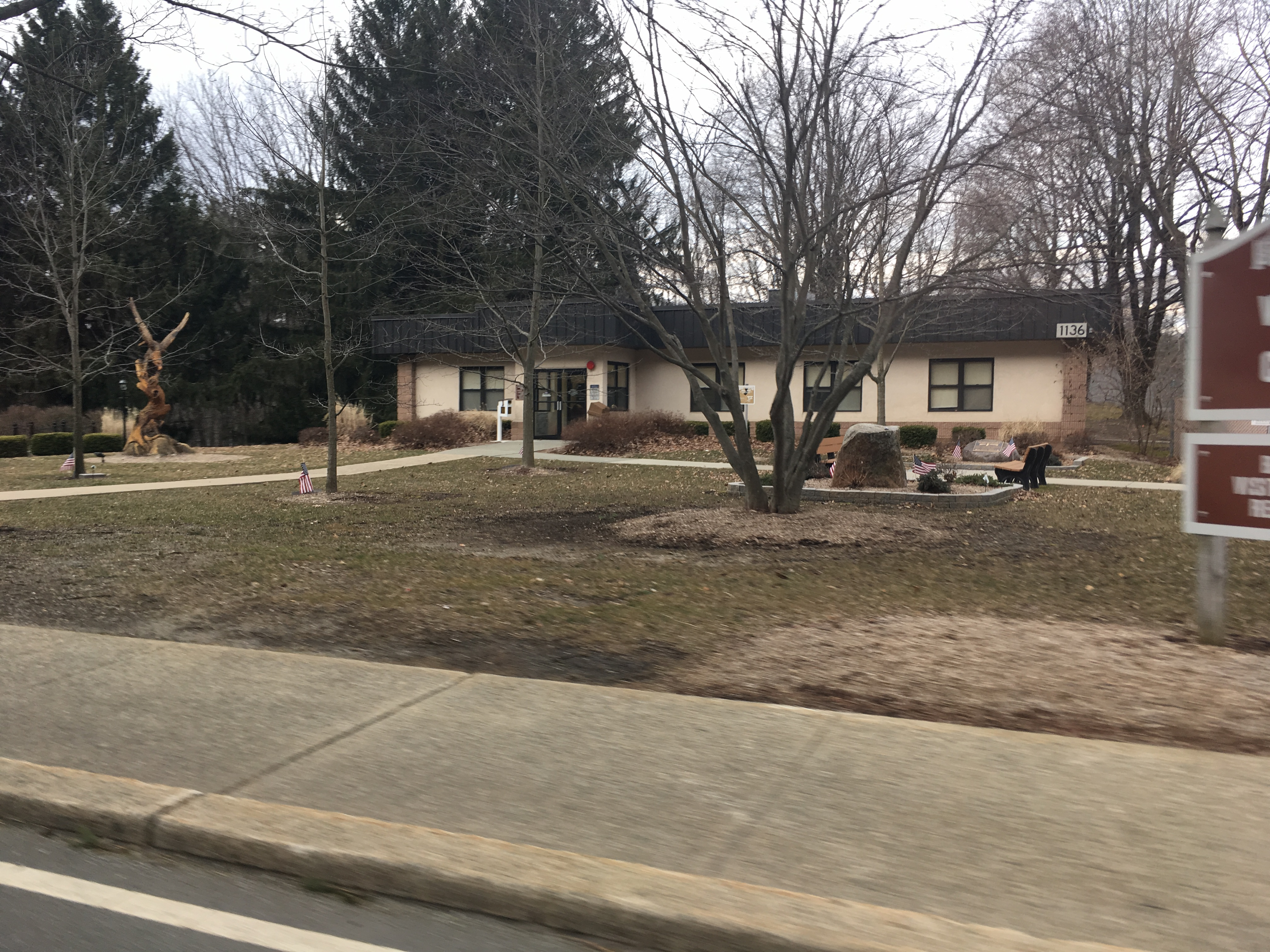
Пункт оформлення перепусток
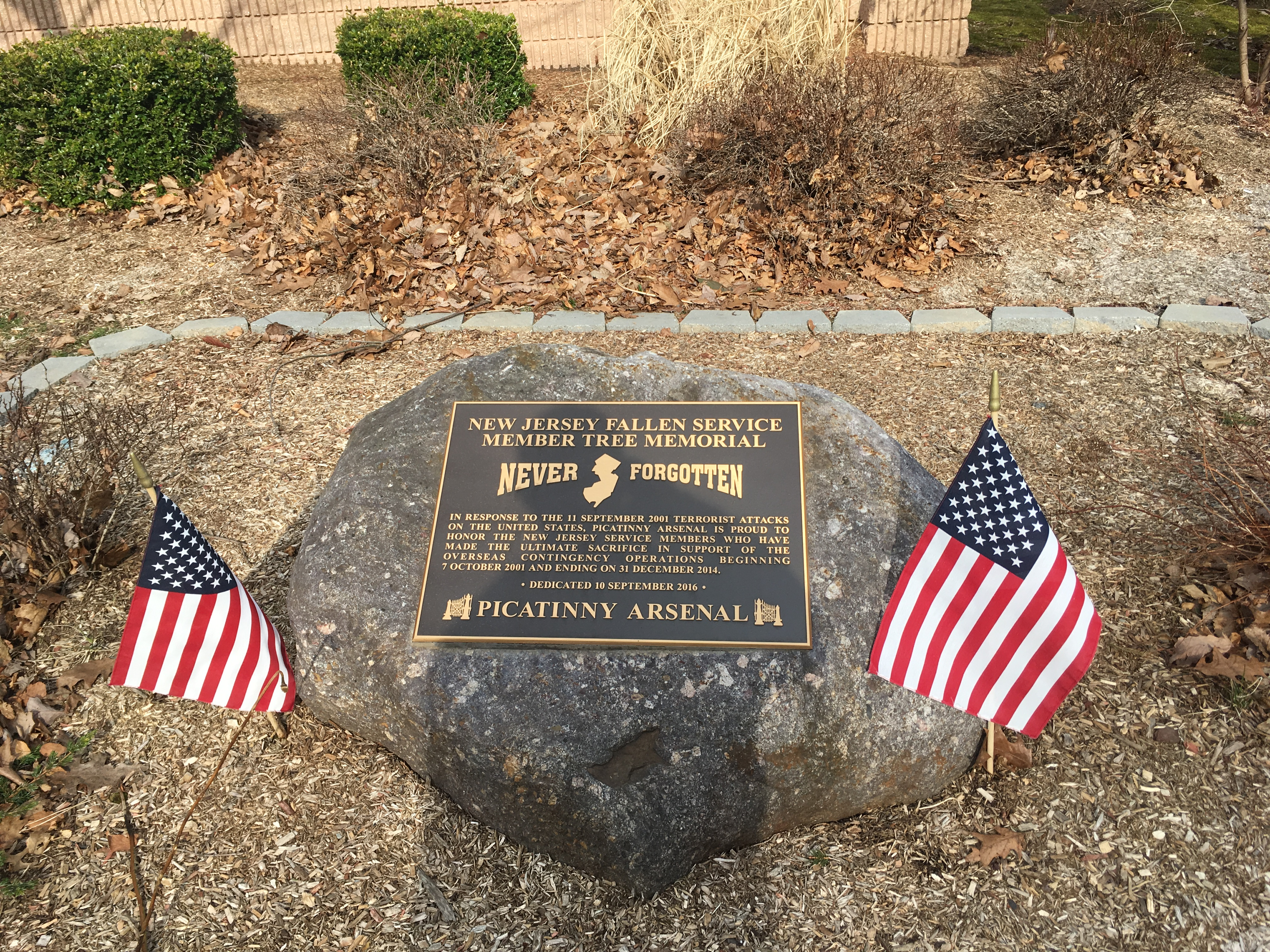
Меморіал поблизу пункту оформлення перепусток в Арсенал Пікатінні